# Nils Petersen
Nils Petersen (* 6. Dezember 1988 in Wernigerode) ist ein ehemaliger deutscher Fußballspieler. Er beendete nach Abschluss der Saison 2022/23 seine Karriere beim Bundesligisten SC Freiburg und ist mit 34 Toren nach Einwechslung Rekord-Joker der Bundesliga.

## Sportliche Laufbahn

### Vereinskarriere
In der Jugend wurde Petersen in seinem Geburtsort Wernigerode beim FC Einheit und danach in Halberstadt beim VfB Germania fußballerisch ausgebildet. Später besuchte er das Sportgymnasium in Jena, spielte dort in der Jugendmannschaft und verließ das Internat im Sommer 2008, nachdem er das Abitur abgelegt hatte.
Im Februar 2005 nahm ihn der FC Carl Zeiss Jena, damals in der Oberliga Nordost, unter Vertrag. Im Januar 2007 rückte er in die inzwischen in die 2. Bundesliga aufgestiegene erste Mannschaft auf, nachdem er zuvor schon in der Oberliga-Reserve gespielt hatte. Am 4. Februar 2007 (20. Spieltag) gab er sein Profidebüt bei der 0:1-Niederlage im Auswärtsspiel gegen den 1. FC Köln, als er in der 89. Minute für Mohammed El Berkani eingewechselt wurde. In der darauf folgenden Spielzeit erzielte er als Einwechselspieler in der Hinrunde entscheidende Tore in den Spielen gegen Alemannia Aachen, den FC Erzgebirge Aue und den 1. FC Kaiserslautern. Den Abstieg aus der Zweitklassigkeit konnten die Jenaer aber nicht verhindern, so dass Petersen 2008/09 in der 3. Liga auflief.
In der Winterpause der Saison 2008/09 wechselte er zum Bundesligisten Energie Cottbus, für den er am 23. Mai 2009 (34. Spieltag) beim 3:0-Sieg im Heimspiel gegen Bayer 04 Leverkusen sein Erstligadebüt gab, als Trainer Bojan Prašnikar ihn in der 84. Spielminute für Stiven Rivić einwechselte. Nach den anschließend verlorenen Relegationsspielen gegen den 1. FC Nürnberg stieg der Verein in die 2. Bundesliga ab. In der Saison 2009/10 kam er in der Hinrunde kaum zum Einsatz; erst in der Rückrunde wurde er Stammspieler und erzielte neun Tore in 14 Einsätzen. In der Saison 2010/11 erzielte er an den ersten fünf Spieltagen sieben Tore. Am Ende der Saison wurde er mit 25 Toren Torschützenkönig der 2. Bundesliga. Im Februar 2011 verlängerte der von vielen Bundesligisten umworbene Angreifer seinen Vertrag bis zum 30. Juni 2014.
Trotz laufenden Vertrages wechselte Petersen zur Saison 2011/12 zum FC Bayern München. Beim Rekordmeister unterschrieb er einen bis zum 30. Juni 2014 gültigen Vertrag und erhielt das Trikot mit der Rückennummer 9. Sein erstes Bundesligaspiel für die Münchner bestritt er am 7. August 2011 (1. Spieltag) bei der 0:1-Niederlage im Heimspiel gegen Borussia Mönchengladbach, als er in der 76. Minute für Jérôme Boateng eingewechselt wurde. Am 10. September 2011 (5. Spieltag) erzielte er beim 7:0-Sieg im Heimspiel gegen den SC Freiburg mit dem Treffer zum Endstand in der 90. Minute sein erstes Bundesligator.
Nachdem der FC Bayern München zur Saison 2012/13 mit Claudio Pizarro und Mario Mandžukić zwei weitere Konkurrenten für Mario Gómez verpflichtet hatte, wurde Petersen am 29. Juni 2012 für eine Saison an Werder Bremen ausgeliehen, um ihm Spielpraxis zu geben. Gleichzeitig wurde seine Vertragslaufzeit beim FC Bayern bis zum 30. Juni 2015 verlängert. Für Werder Bremen bestritt Petersen in der Saison 2012/13 alle 35 Pflichtspiele des Vereins und erzielte elf Bundesligatore. Wenige Tage vor Saisonende wurde er schließlich fest verpflichtet; er unterschrieb einen bis zum 30. Juni 2017 laufenden Vertrag.

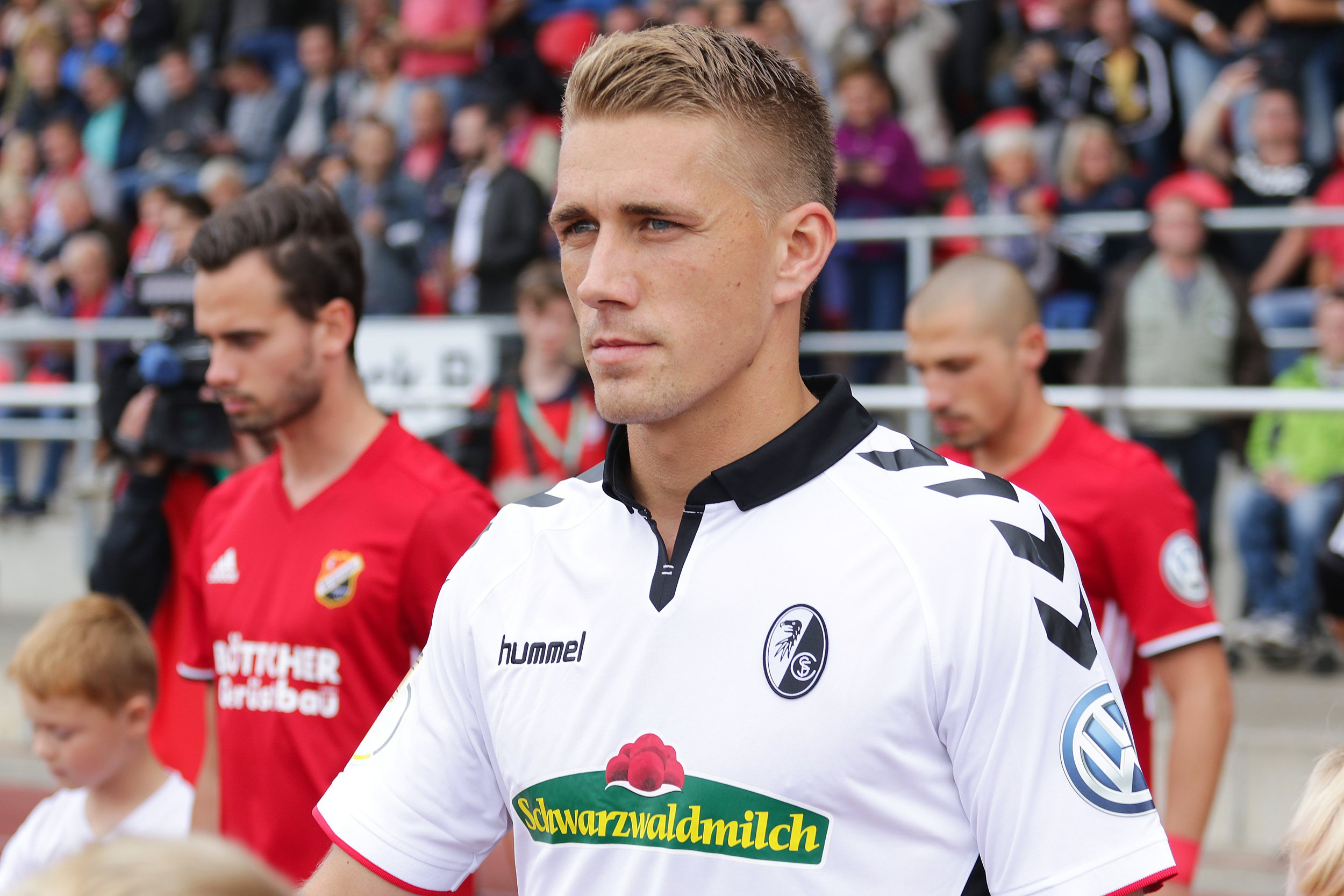
Petersen im Trikot des SC Freiburg (2017)

Nachdem Petersen in der Hinrunde der Saison 2014/15 unter Bremens neuem Trainer Viktor Skripnik nur noch als Ersatzspieler zum Einsatz gekommen war, wechselte er für die Rückrunde auf Leihbasis bis zum Saisonende zum Ligakonkurrenten SC Freiburg. Bei seinem Debüt am 31. Januar 2015 (18. Spieltag) erzielte er beim 4:1-Sieg im Heimspiel gegen Eintracht Frankfurt – nach Einwechslung für Julian Schuster zur zweiten Halbzeit – einen lupenreinen Hattrick. Es war in der Bundesliga der erste Hattrick eines Freiburger Spielers nach Uwe Wassmer, der am 27. November 1993 im Spiel gegen Bayern München ebenfalls drei Tore erzielt hatte. In der Rückrunde erzielte Petersen in zwölf Spielen neun Tore; der SC Freiburg stieg in die 2. Bundesliga ab. Petersen bekannte sich dennoch zum SC Freiburg, der ihn dauerhaft an sich band. Nachdem Petersen in der Vorbereitung auf die Saison 2015/16 kein Tor erzielt hatte, erzielte er zum Saisonauftakt am 27. Juli beim 6:3-Heimsieg gegen den 1. FC Nürnberg innerhalb von fünf Minuten einen weiteren lupenreinen Hattrick (davon zwei Tore durch Strafstoß). Am 1. August 2015 (2. Spieltag) war er der Siegtorschütze zum 1:0 im Auswärtsspiel beim TSV 1860 München. Eine Woche später schoss er die ersten vier Tore im DFB-Pokal-Spiel gegen Barmbek-Uhlenhorst; Endstand 5:0 (2:0) für den SC Freiburg. Petersen erzielte in der Saison 2015/16 21 Tore in der zweiten Liga, womit er den zweiten Platz in der Torschützenliste belegte. Am Saisonende stieg er mit dem SC Freiburg als Meister umgehend wieder auf. In der Saison 2017/18 erzielte Petersen 15 Treffer in 32 Spielen und wurde der beste deutsche und nach Robert Lewandowski insgesamt zweitbeste Torschütze.
Mit seinem 38. Erstliga-Treffer für die Breisgauer wurde Petersen am 19. Januar 2019 alleiniger Freiburger Bundesliga-Rekordtorschütze und löste Papiss Demba Cissé ab. Mit seinem 83. Pflichtspieltor für Freiburg zog der Stürmer am 17. Spieltag der Saison 2019/20 mit dem vereinsinternen Rekordschützen, dem Ex-Spieler und Ex-Bundestrainer Joachim Löw, gleich und brach dessen Rekord einen Spieltag später.
Im April 2022 verlängerte er seinen Vertrag in Freiburg. Im darauffolgenden Spiel des 28. Spieltags der Saison 2021/22 erzielte er gegen den FC Bayern München sein 100. Pflichtspieltor für die Breisgauer.
Am 29. März 2023 gab Petersen bekannt, seine Profikarriere am Ende der laufenden Saison beenden zu wollen. Am 19. Mai 2023 wurde er schließlich vor der Bundesligapartie gegen den VfL Wolfsburg, gemeinsam mit dem Franzosen Jonathan Schmid, feierlich verabschiedet. Im Spiel selbst traf er 15 Minuten vor Schluss ein letztes Mal in seinem letzten Heimspiel seiner Karriere.

### Auswahleinsätze

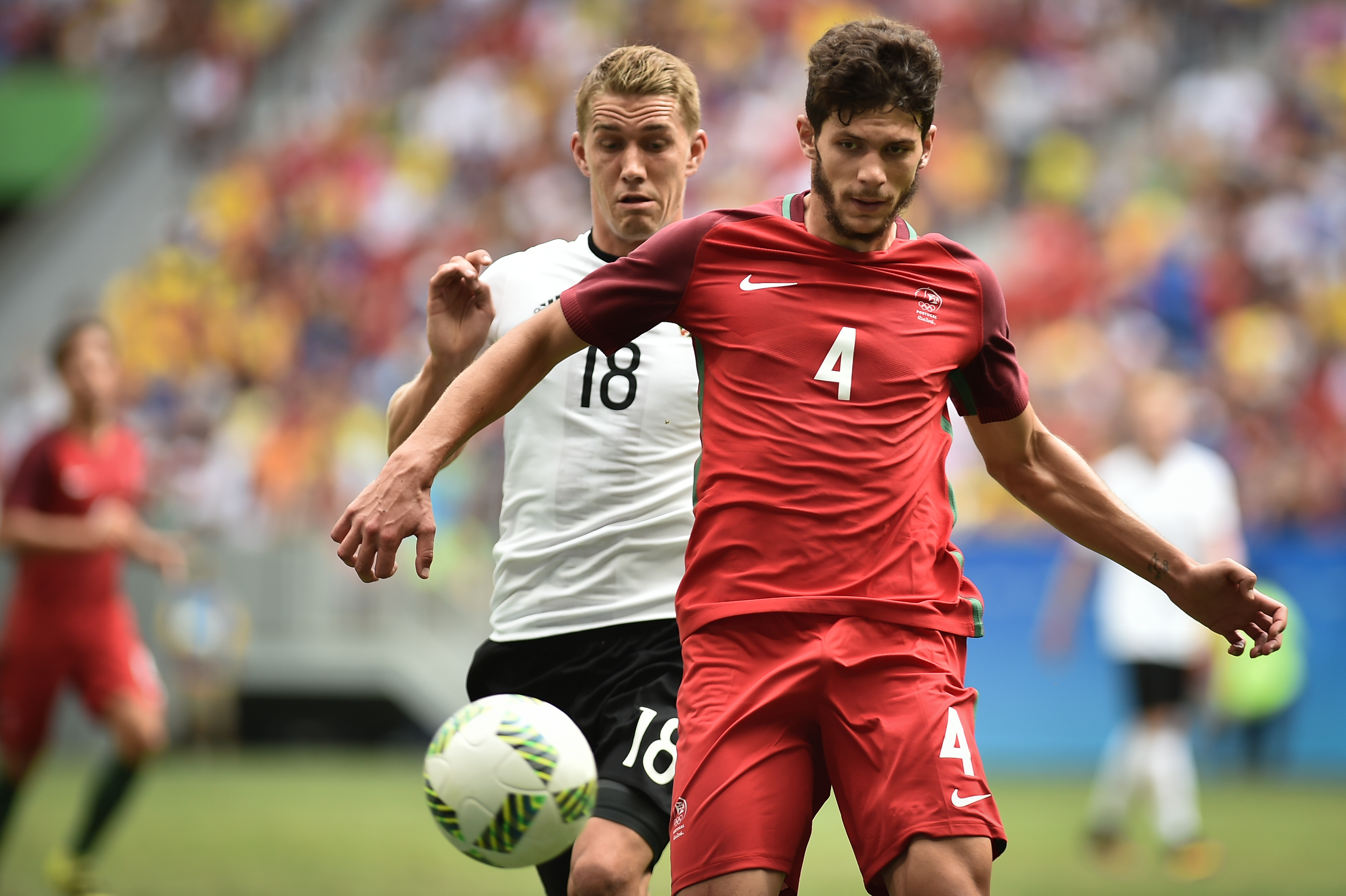
Petersen im Duell mit dem Portugiesen Tobias Figueiredo beim olympischen Fußballturnier 2016

Für die U-19-Nationalmannschaft bestritt Petersen vier Länderspiele und erzielte zwei Tore, eines davon während der U-19-Europameisterschaft 2007 beim 3:2-Sieg über die russische Auswahl. Es folgten drei Einsätze für die U-20- und zwei für U-21-Nationalmannschaft. Für letztere debütierte er am 11. August 2009 in Kiew bei der 1:3-Niederlage gegen die Auswahl der Türkei im Spiel um den Lobanovskiy-Pokal.
Im Juli 2016 wurde Petersen von Horst Hrubesch in den Kader für das olympische Fußballturnier in Rio de Janeiro berufen. Sieben Jahre nach seinem letzten U-21-Spiel erhielt er einen der drei Plätze im Team, die für über 23-jährige Spieler reserviert sind und beim DFB anders als bei anderen Verbänden üblicherweise an Spieler gehen, die nicht die Perspektive für die A-Nationalmannschaft haben. Beim 10:0-Sieg im Gruppenspiel gegen Fidschi traf er fünf Mal und wurde zum Spieler des Spiels ernannt. Im Halbfinale gegen Nigeria erzielte er nach seiner Einwechslung den Treffer zum 2:0-Endstand. Mit sechs Toren wurde er Torschützenkönig der Spiele und gewann mit Deutschland die Silbermedaille. Im Finale wurde er in der 76. Minute eingewechselt und verschoss im Elfmeterschießen den entscheidenden Elfmeter. Am 1. November 2016 wurde ihm zusammen mit der Olympia-Fußballmannschaft das Silberne Lorbeerblatt verliehen.
Am 15. Mai 2018 wurde er von Bundestrainer Joachim Löw in den vorläufigen DFB-Kader für die Weltmeisterschaft 2018 in Russland nominiert. Er war der einzige Spieler im Kader ohne A-Länderspiel. Sein Debüt für die A-Nationalmannschaft gab er am 2. Juni 2018 in Klagenfurt bei der 1:2-Niederlage im Testspiel gegen die Nationalmannschaft Österreichs. Am 4. Juni 2018 wurde er als einer von vier Spielern aus dem vorläufigen Kader gestrichen und nicht in den endgültigen WM-Kader berufen, obwohl er der beste deutsche Torschütze der abgelaufenen Bundesligasaison war.
Aufgrund des Rücktritts von Mario Gómez wurde Petersen nach der Weltmeisterschaft wieder für das erste Gruppenspiel der UEFA Nations League gegen Frankreich sowie das Testspiel gegen die Auswahl aus Peru nominiert und kam gegen Peru zu seinem zweiten und letzten Länderspieleinsatz.

## Nach der aktiven Karriere
Nach Ende seiner Karriere als Profi ist Petersen noch beim Blankenburger FV in der Landesliga aktiv. Von 2023 bis 2025 arbeitete er als TV-Experte für den Streamingdienst Prime Video. Von 2024 bis 2025 war er zudem als TV-Experte für RTL Television im Einsatz. Seit 2025 ist er TV-Experte des Streamingdienstes DAZN.
2023 erschien sein Buch Bank-Geheimnis, das sich mit Werten des Profifußballs auseinandersetzt.

## Erfolge

### Nationalmannschaft
- Olympische Silbermedaille: 2016

### Verein
FC Bayern München
- Champions-League-Finalist: 2011/12
- Deutscher Vizemeister: 2011/12
- DFB-Pokal-Finalist: 2011/12

SC Freiburg
- DFB-Pokal-Finalist 2022
- Deutscher Zweitliga-Meister: 2015/16

### Auszeichnungen
- Torschützenkönig der 2. Bundesliga: 2010/11 (25 Tore)
- Torschützenkönig der Olympischen Spiele 2016 (6 Tore)
- Sportler des Jahres 2016 der Stadt Freiburg
- Torschütze des Monats: Januar 2018
- Torschütze des Jahres: 2018
- Kicker-Stürmer des Jahres: 2018
- Zweiter Platz Fußballer des Jahres 2017/18[30]

## Trivia
Sein Vater Andreas war unter anderem Cheftrainer des 1. FC Magdeburg, der TSG Neustrelitz und des VfB Germania Halberstadt in der Regionalliga Nordost.
Mit dem 1:2-Anschlusstreffer bei der 1:4-Niederlage am 20. Mai 2017 im Auswärtsspiel gegen den FC Bayern München übertraf Petersen am letzten Spieltag der Saison 2016/17 die bisherige von Alexander Zickler aufgestellte Rekordmarke von 18 Toren als „Joker“ um ein Tor. Mit seinem Elfmetertreffer zum 4:1-Sieg gegen Hertha BSC gelang Petersen im letzten Spiel des Jahres 2020 bereits sein 27. Jokertor. Per Fallrückzieher mit seinem ersten Ballkontakt erzielte er, erneut gegen Hertha, am 7. Spieltag der Saison 2021/22 sein 30. Jokertor im 250. Bundesligaeinsatz (1:2-Führungstreffer in der 78. Minute, 1:3-Endstand, am 2. Oktober 2021). Im letzten Heimspiel seiner Karriere erzielte er am 19. Mai 2023 mit seinem 34. Jokertreffer den 30. für den SC Freiburg (zum 2:0-Sieg über den VfL Wolfsburg am 33. Spieltag 2022/23).
Im Jahr 2017 trug sich Petersen in das Goldene Buch seiner Geburtsstadt Wernigerode ein.
Am 25. Juni 2021 heiratete Petersen in Freiburg seine langjährige Lebensgefährtin Carla Dittmers.

## Veröffentlichungen
- Bank-Geheimnis. Selbstgespräche eines Fußballprofis. Herder, Freiburg i. B. 2023, ISBN 978-3-451-03438-1.